# Georgia ai Giochi della XXXI Olimpiade
La Georgia ha partecipato ai Giochi della XXXI Olimpiade, che si sono svolti a Rio de Janeiro, Brasile, dal 5 al 21 agosto 2016.

## Nuoto
| Atleta            | Evento       | Batterie | Batterie   | Semifinali | Semifinali | Finale          | Finale          |
| Atleta            | Evento       | Tempo    | Classifica | Tempo      | Classifica | Tempo           | Classifica      |
| ----------------- | ------------ | -------- | ---------- | ---------- | ---------- | --------------- | --------------- |
| Irakli Revishvili | 400 m libero | 4:00,56  | 45ª        | N.D.       | N.D.       | non qualificato | non qualificato |